# جان جاك شولتنز
جان جاك شولتنز (اسخولتنز) ( 1128 - 1192ه‍ / 1716 - 1778 م ) هو مستشرق هولندي وابن ألبرتوس شولتنز.
سافر إلى أوكسفورد للاطلاع على المخطوطات العربية في مكتبة بودلي. نشر وترجم إلى اللاتينية «نوابغ الكلم» للزمخشري، و «سيرة صلاح الدين» لابن شداد.